# Факел-Воронеж
«Факел-Воронеж» — российский футбольный клуб из Воронежа. В 2009 году, наряду с клубом «ФСА», представлял город во втором дивизионе первенства России.

## История
Футбольный клуб «Факел-Воронеж» образован в декабре 2008 года по инициативе председателя Воронежской областной думы Владимира Ключникова. Название «Факел» было выбрано Владимиром Ключниковым под давлением нескольких местных болельщиков, а приставка «Воронеж» призвана стимулировать муниципальные власти областного центра включиться в финансирование клуба.
Клуб был создан в результате объединения команд «ФЦШ-73» и «Динамо-Воронеж», выступавших в сезоне-2008 в зоне «Центр» второго дивизиона. Основу команды, которую возглавил известный в прошлом футболист Валерий Шмаров, составили игроки клуба «ФЦШ-73», усиленные несколькими игроками из клубов первого и второго дивизионов, в частности форвардами Максимом Филипповым и Ринатом Тимохиным. Самым опытным игроком в заявке клуба стал нападающий Денис Жуковский, присоединившийся к команде на последнем предсезонном сборе.
В сезоне-2009 перед командой была поставлена задача закрепиться в пятерке лучших команд зоны «Центр», а также «научиться играть в футбол», как заявил Валерий Шмаров на одной из пресс-конференций. Предполагалось, что уже в 2010 году «Факел-Воронеж» будет бороться за выход в первый дивизион. Однако 21 августа 2009 года решением ПФЛ «Факел-Воронеж» был исключён из числа участников Чемпионата России по футболу во Втором дивизионе. Поводом к такому решению стал инцидент с арбитрами матча «Елец» — «Факел-Воронеж», результатом рассмотрения которого стала дисквалификация обоих клубов.
В декабре 2009 года на базе «Факела-Воронежа» был воссоздан «Факел» (ранее, с июня 2002 по конец 2003 года, уже носивший название «Факел-Воронеж»).

## Главные тренеры
- Валерий Шмаров
- Радик Ямлиханов (с 3 июня 2009)[4]

## Цвета клуба
| Синий | Белый | Красный |

## Результаты выступлений
| Первенство России | Первенство России             | Первенство России | Первенство России | Первенство России | Первенство России | Первенство России | Первенство России | Первенство России | Кубок России | Кубок России                    |
| Сезон             | лига/дивизион                 | Место             | И                 | В                 | Н                 | П                 | Мячи              | О                 | Стадия       | Соперник                        |
| ----------------- | ----------------------------- | ----------------- | ----------------- | ----------------- | ----------------- | ----------------- | ----------------- | ----------------- | ------------ | ------------------------------- |
| 2009              | Второй дивизион, зона «Центр» | 15 из 17          | 32                | 9                 | 4                 | 19*               | 26-55             | 31                | 1/256 финала | ФСА (Воронеж) — 4:1 (в гостях)  |
| 2009              | Второй дивизион, зона «Центр» | 15 из 17          | 32                | 9                 | 4                 | 19*               | 26-55             | 31                | 1/128 финала | «Авангард» (Курск) — 1:2 (дома) |

* Примечание. После 21-го тура («Факел-Воронеж» сыграл 19 матчей) команде были засчитаны технические поражения со счётом 0:3.
| Первенство России среди ЛФК | Первенство России среди ЛФК | Первенство России среди ЛФК | Первенство России среди ЛФК | Первенство России среди ЛФК | Первенство России среди ЛФК | Первенство России среди ЛФК | Первенство России среди ЛФК | Первенство России среди ЛФК | Примечание                                            |
| Сезон                       | лига/дивизион               | Место                       | И                           | В                           | Н                           | П                           | Мячи                        | О                           | Примечание                                            |
| --------------------------- | --------------------------- | --------------------------- | --------------------------- | --------------------------- | --------------------------- | --------------------------- | --------------------------- | --------------------------- | ----------------------------------------------------- |
| 2009                        | ЛФЛ, зона «Черноземье»      | 5 из 13                     | 24                          | 13                          | 2                           | 9                           | 32-29                       | 41                          | Кубок федерации футбола «Черноземье» — 9-е место      |
| 2009                        | ЛФЛ, зона «Черноземье»      | 5 из 13                     | 24                          | 13                          | 2                           | 9                           | 32-29                       | 41                          | Кубок России среди ЛФК, МОА «Черноземье» — 1/4 финала |